# Rijksbeschermd gezicht Loenen
Gezicht Loenen is een van rijkswege beschermd dorpsgezicht in Loenen aan de Vecht in de Nederlandse provincie Utrecht. De procedure voor aanwijzing werd gestart op 26 oktober 1963. Het gebied werd op 4 augustus 1966 definitief aangewezen. Het beschermd gezicht beslaat een oppervlakte van 24,5 hectare.
Panden die binnen een beschermd gezicht vallen krijgen niet automatisch de status van beschermd monument. Wel zal de gemeente het bestemmingsplan aanpassen om nieuwe ontwikkelingen in het gebied te reguleren. De gezichtsbescherming richt zich op de stedenbouwkundige en cultuurhistorische waardering van een gebied en wil het toekomstig functioneren daarvan veiligstellen.

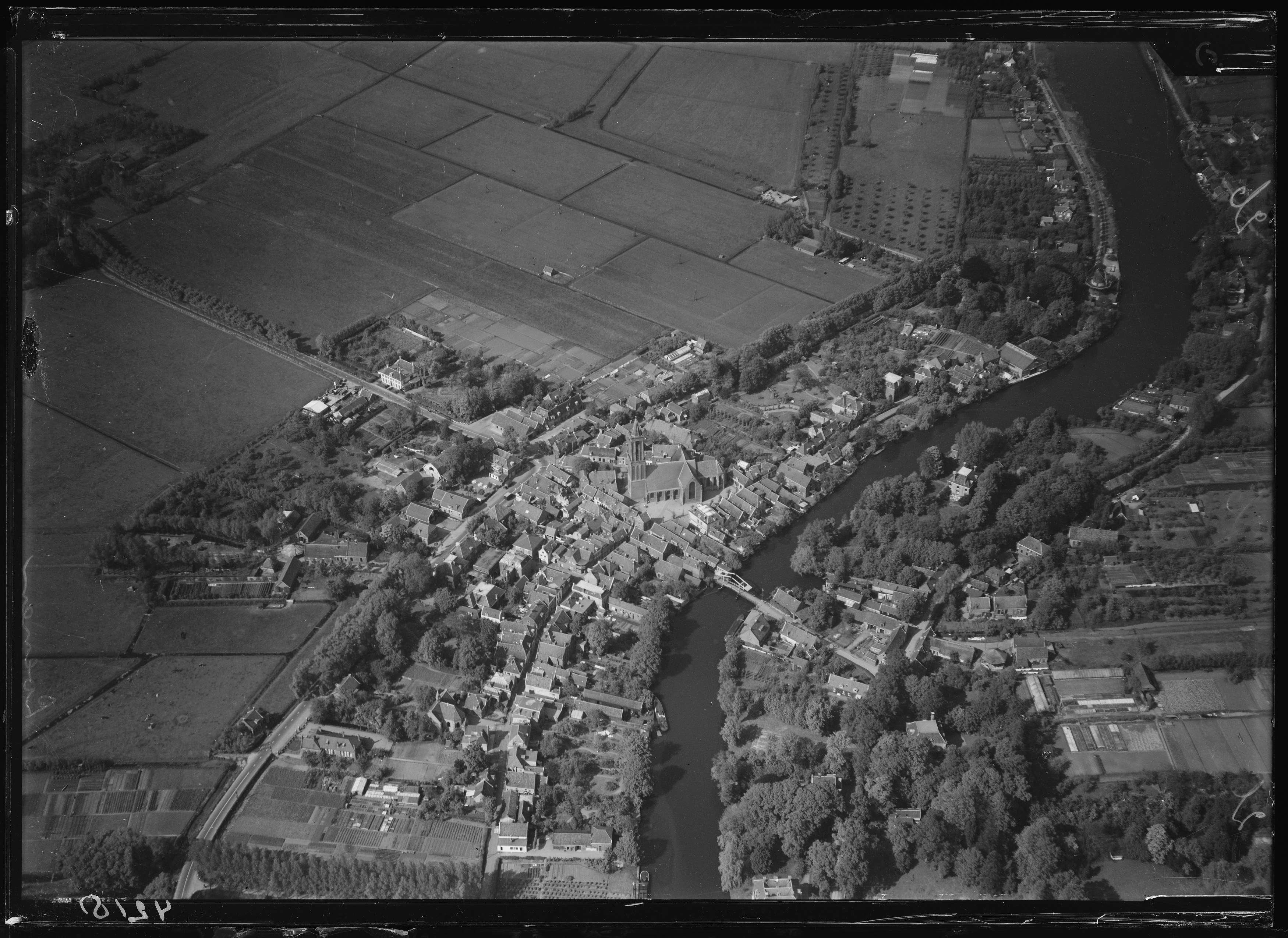
Luchtfoto van Loenen aan de Vecht uit de periode 1920-1940.